# Parafia Przemienienia Pańskiego w Katowicach
Parafia Przemienienia Pańskiego w Katowicach – rzymskokatolicka parafia należąca do dekanatu Katowice-Śródmieście archidiecezji katowickiej z siedzibą przy ulicy Sokolskiej 12 w Katowicach, na terenie dzielnicy Śródmieście.
Jej początki sięgają 1938 roku, kiedy to została ustanowiona stacja duszpasterska przy kościele pw. Przemienia Pańskiego, który został w latach 1975–1978 przebudowany. 26 sierpnia 2012 duszpasterstwo w parafii przejęli dominikanie, a w jej siedzibie znajduje się ich klasztor.

## Historia
W lipcu 1938 roku wojewoda śląski Michał Grażyński przekazał parafii Niepokalanego Poczęcia Najświętszej Maryi Panny w Katowicach kościół przy ulicy Sokolskiej będący do tej pory własnością starokatolików. 7 sierpnia tego samego roku został on poświęcony i nadano mu wezwanie Przemienienia Pańskiego. Uroczystą mszę św. odprawił proboszcz załęskiej parafii ks. Józef Kubis, a homilię wygłosił ks. Emil Szramek.
28 sierpnia 1938 roku wydano dekret ustanawiający rektorem stacji duszpasterskiej Przemienienia Pańskiego ks. Wilhelma Ochmana. Dokument ten wskazywał także, iż kościół wraz z inwentarzem ma przejść po zarząd parafii śś. ap. Piotra i Pawła i będzie jej ekspozyturą. 15 marca 1940 roku została utworzona kuracja, którą wydzielono z parafii Mariackiej i parafii śś. ap. Piotra i Pawła. Pierwszym kuratusem, a następnie proboszczem został mianowany ks dr. Henryk Proksch.
Po dotkliwym uszkodzeniu kościoła przez bombę lotniczą w styczniu 1945 roku zaczęto sprawować nabożeństwa w gmachu Filharmonii Śląskiej. Świątynia natomiast z biegiem czasu niszczała i dopiero w 1960 roku jej remont przeprowadził ks. Zygmunt Bauer, wykorzystując do celów liturgicznych i prowadzenia katechezy barak znajdujący się nieopodal kościoła. W latach 1975–1978 kościół parafialny został przebudowany według projektu Tadeusza Łobosa, a po jego śmierci prace te kontynuował Jan Głuch. Przebudowaną świątynię poświęcił biskup katowicki Herbert Bednorz 3 września 1978 roku.
W 1984 roku dotychczasowy cmentarz parafii śś. ap. Piotra i Pawła przy ulicy Gliwickiej został przekazany parafii Przemienienia Pańskiego. 18 marca 1985 roku bp Herbert Bednorz wydał dekret potwierdzający istnienie parafii.
26 sierpnia 2012 roku abp Wiktor Skworc przekazał parafię Przemienienia Pańskiego dominikanom i umożliwił im posługę na jej obszarze. Tego samego dnia dekretem generała zakonu o. Bruno Cadoré OP został erygowany Dom Przemienienia Pańskiego Polskiej Prowincji Zakonu Kaznodziejskiego. Pierwotnie klasztor liczył pięciu braci kaznodziejów, a po dołączeniu do nich szóstego dominikanina, 20 września 2013 roku o. Krzysztof Popławski OP ustanowił Konwent Przemienienia Pańskiego.

## Proboszczowie
- ks. Wilhelm Ochman (rektor 1938–1940)[8]
- ks. kan. dr Henryk Proksch (kuratus 1940–1959)[8]
- ks. Zygmunt Bauer (administrator 1959–1971)[8]
- ks. Roman Szekiel (1971–1973)[8]
- ks. Eugeniusz Szyszka (1973–1980)[8]
- ks. Piotr Kuczmierzyk (1980–1983)[8]
- ks. Jan Waliczek (1993–1999)[8]
- ks. Zenon Działach (administrator 1999–2000; proboszcz 2000–2007)[8][6]
- ks. Grzegorz Glenc (2007–2012)[6]
- o. Michał Śliż OP (2012–2015)[6][9]
- o. Tomasz Golonka OP (2015–2024)[9][10]
- o. Maciej Soszyński OP (od 2024)[11]

## Kościół parafialny
Kościołem parafialnym jest kościół pw. Przemienienia Pańskiego, wzniesiony w 1897 roku przez gminę starokatolicką i przebudowany w latach 1975–1978. Architektonicznie świątynia nawiązuje do funkcjonalizmu, a jego bryła składa się z prostopadłościennych bloków z płaskimi elewacjami, z zastosowaniem lizen oraz szczelin. Wnętrza świątyni są surowe i utrzymywane w jasnych barwach.

## Działalność duszpasterska
Parafia Przemienienia Pańskiego ma swoją siedzibę przy ulicy Sokolskiej 12 w Katowicach, na terenie dzielnicy Śródmieście. Jest ona częścią dekanatu Katowice-Śródmieście archidiecezji katowickiej. W 2005 roku liczyła około 8,5 tys. wiernych. Posługę duszpasterską w parafii prowadzą dominikanie, którzy mają tutaj także swój klasztor, a przeor jest jednocześnie proboszczem parafii.
W kościele parafialnym odprawianych jest w niedziele i święta siedem mszy św., a w dni powszechnie trzy. Ponadto odbywają się różnego typu nabożeństwa. Działalność prowadzą tutaj wspólnoty, w tym m.in.: Dominikańskie Duszpasterstwo Studentów, Dominikańskie Duszpasterstwo Absolwentów, Dominikańska Szkoła Teologii, fraternia św. Józefa Oblubieńca Najświętszej Maryi Panny, Dominikańskie Duszpasterstwo Młodzieży „Petarda” czy Dominikańskie Duszpasterstwo Rodzin.
Na terenie parafii Przemienienia Pańskiego, przy ulicy Opolskiej 9 funkcjonuje ośrodek Wspólnoty Dobrego Pasterza.
Parafia Przemienienia Pańskiego zarządza cmentarzem przy ulicy Gliwickiej, usytuowanym na pograniczu Załęża i Śródmieścia. Został on poświęcony 11 listopada 1860 roku i jest to najstarsza nekropolia w centrum Katowic. Znajduje się tutaj wzniesiona w 1875 roku kaplica Dobrego Łotra.

## Zasięg parafii
Do parafii Przemienienia Pańskiego należą wierni z następujących ulic i placów na terenie Katowic: F. Chopina, Dąbrówki, Gliwicka 1-41, al. W. Korfantego 8 i 16-32, 3 Maja, J. Matejki, A. Mickiewicza, Młyńska, Opolska, Pocztowa, Sądowa, ks. P. Skargi, J. Słowackiego, Jana III Sobieskiego, Sokolska 1-33, Stawowa, d. pl. W. Szewczyka, Wawelska, pl. Wolności i Zabrska.